# Jan Bertels
Pour les articles homonymes, voir Bertels.
 (mai 2022).
Si vous disposez d'ouvrages ou d'articles de référence ou si vous connaissez des sites web de qualité traitant du thème abordé ici, merci de compléter l'article en donnant les références utiles à sa vérifiabilité et en les liant à la section « Notes et références ».
Jan Bertels, né le 21 novembre 1968 à Herentals est un homme politique belge, membre du parti Vooruit.
Il est licencié en droit (KUL, 1991); directeur-général du SPF sécurité sociale (2003-).

## Décoration
- Commandeur de l'ordre de Léopold (2024)[1]

## Fonctions politiques
- échevin à Herentals (2007-2017)
- bourgmestre de Herentals (2017-)
- député au Parlement flamand:
  - depuis le 25 mai 2014